# Бовин, Олег Георгиевич
Оле́г Гео́ргиевич Бо́вин (20 июня 1946, Москва) — советский ватерполист, серебряный призёр Олимпийских игр. Заслуженный мастер спорта.
Отец российской теннисистки Елены Бовиной.

## Карьера
На Олимпийских играх 1968 года в составе сборной СССР выиграл серебряную медаль. На турнире Бовин провёл 8 матчей.
Трёхкратный чемпион СССР в составе московского «Динамо». Неоднократный победитель Спартакиад народов СССР.